# Gare du Valdahon
Gare du Valdahon vasútállomás Franciaországban, Valdahon településen.

## Vasútvonalak
Az állomást az alábbi vasútvonalak érintik:
- Besançon-Viotte–Le Locle-vasútvonal

## Kapcsolódó állomások
A vasútállomáshoz az alábbi állomások vannak a legközelebb:
- Gare d’Avoudrey (Besançon-Viotte–Le Locle-vasútvonal)
- Gare du Valdahon camp militaire (Besançon-Viotte–Le Locle-vasútvonal)